# پورتیج (ایندیانا)
پورتیج، ایندیانا (به انگلیسی: Portage, Indiana) یک شهر در ایالات متحده آمریکا با جمعیت ۳۶٬۸۲۸ نفر است که در ایندیانا واقع شده‌است.

## موقعیت جغرافیایی
موقعیت جغرافیایی شهرها و مناطق اطراف به شرح زیر است: